# ERS-476
A RS-476 é uma rodovia estadual gaúcha com 65 quilômetros de extensão e que liga o Saiqui, em Canela, e Alziro Ramos, em Jaquirana.

## Trechos
| Início do trecho especificado            | Fim do trecho especificado               | Trecho em Km | Geral em Km | Situação                |
| ---------------------------------------- | ---------------------------------------- | ------------ | ----------- | ----------------------- |
| Entroncamento com RS-235, Saiqui         | Entroncamento com BR-453, Lageado Grande | 35,28 km     | 35,28 km    | Trecho sem pavimentação |
| Entroncamento com BR-453, Lageado Grande | Entroncamento com RS-110, Alziro Ramos   | 28,84 km     | 64,12 km    | Trecho sem pavimentação |